# Poziţia copilului
Poziția copilului (català La posició del nen) és una pel·lícula romanesa de 2013 dirigida per Călin Peter Netzer. El drama s'estrenà a la 63a edició del Festival Internacional de Cinema de Berlín en el qual guanyà l'Os d'Or.

## Trama
Una freda tarda de primavera, Barbu condueix pels carrers a 50 quilòmetres per hora per sobre del límit de velocitat quan xoca contra un nen. El nen mor poc després de l'accident. A Barbu li espera una condemna de presó d'entre tres i quinze anys. És hora que hi intervingui la seva mare, Cornelia, arquitecta i membre de la classe superior romanesa, la qual comença una campanya per salvar el seu fill letàrgic i lànguid.

## Repartiment
- Luminița Gheorghiu com a Cornelia Keneres - mare
- Vlad Ivanov com a Dinu Laurențiu
- Florin Zamfirescu com a Domnul Făgărășanu
- Bogdan Dumitrache com a Barbu - fill